# 47069 Tecumseh
47069 Tecumseh è un asteroide della fascia principale. Scoperto nel 1998, presenta un'orbita caratterizzata da un semiasse maggiore pari a 2,996264 UA e da un'eccentricità di 0,153990, inclinata di 13,807556° rispetto all'eclittica. Ha un diametro di 6,151 km e un periodo di rotazione di 784,52 ore.